# Józef Rzepka (oficer)

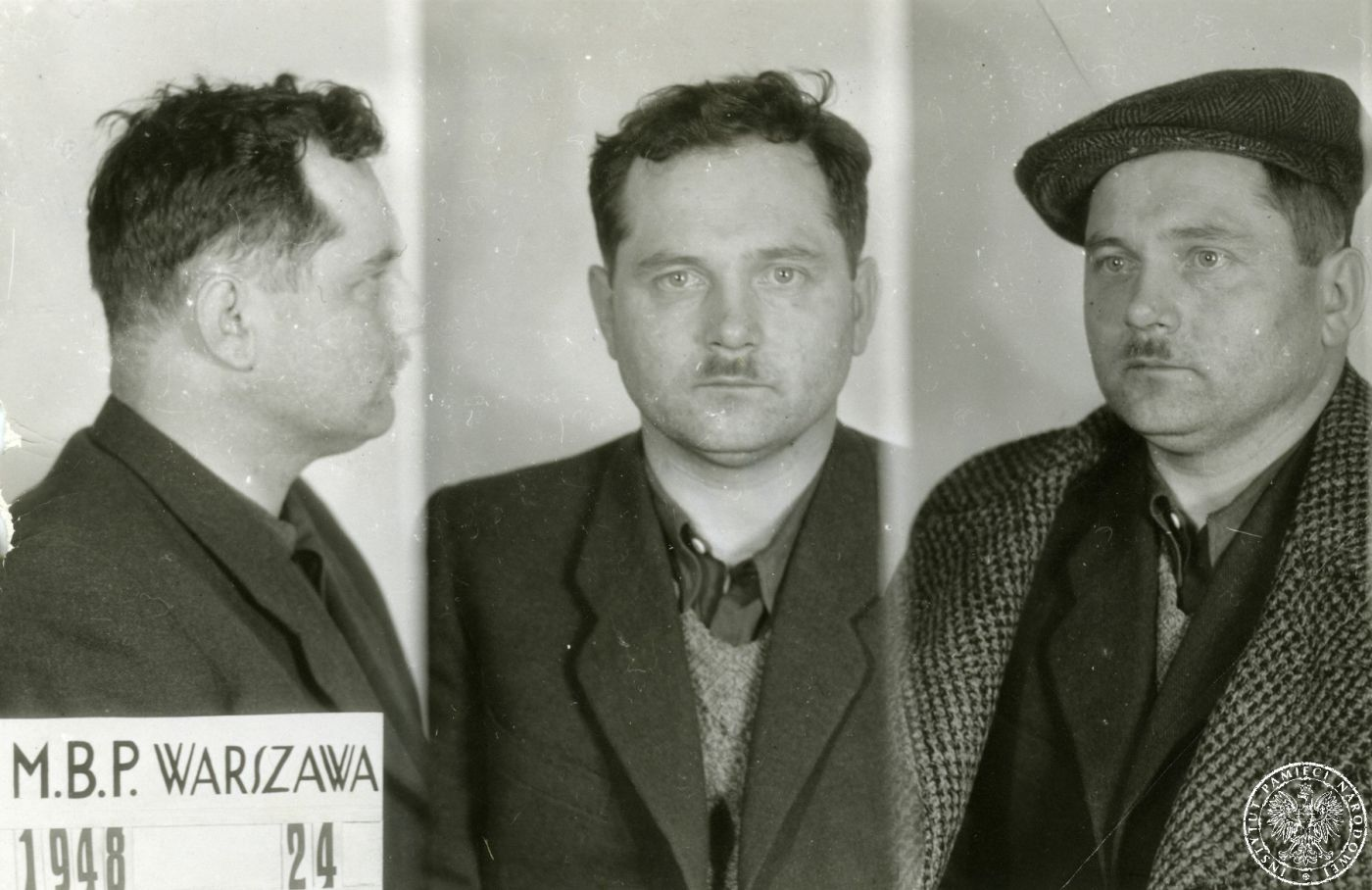
Józef Rzepka po aresztowaniu przez MBP 1948

Józef Rzepka, ps. Krzysztof, Rekin, Stefan, Znicz (ur. 22 grudnia 1913 w Bratkowicach, zm. 1 marca 1951 w Warszawie) – kapitan WP (w 2013 r. awansowany pośmiertnie do stopnia majora), w czasie II wojny światowej partyzant w rejonie Rzeszowa, jeden z dowódców podziemia antykomunistycznego i niepodległościowego. Członek IV Zarządu Zrzeszenia Wolność i Niezawisłość, stracony w więzieniu mokotowskim.

## Życiorys

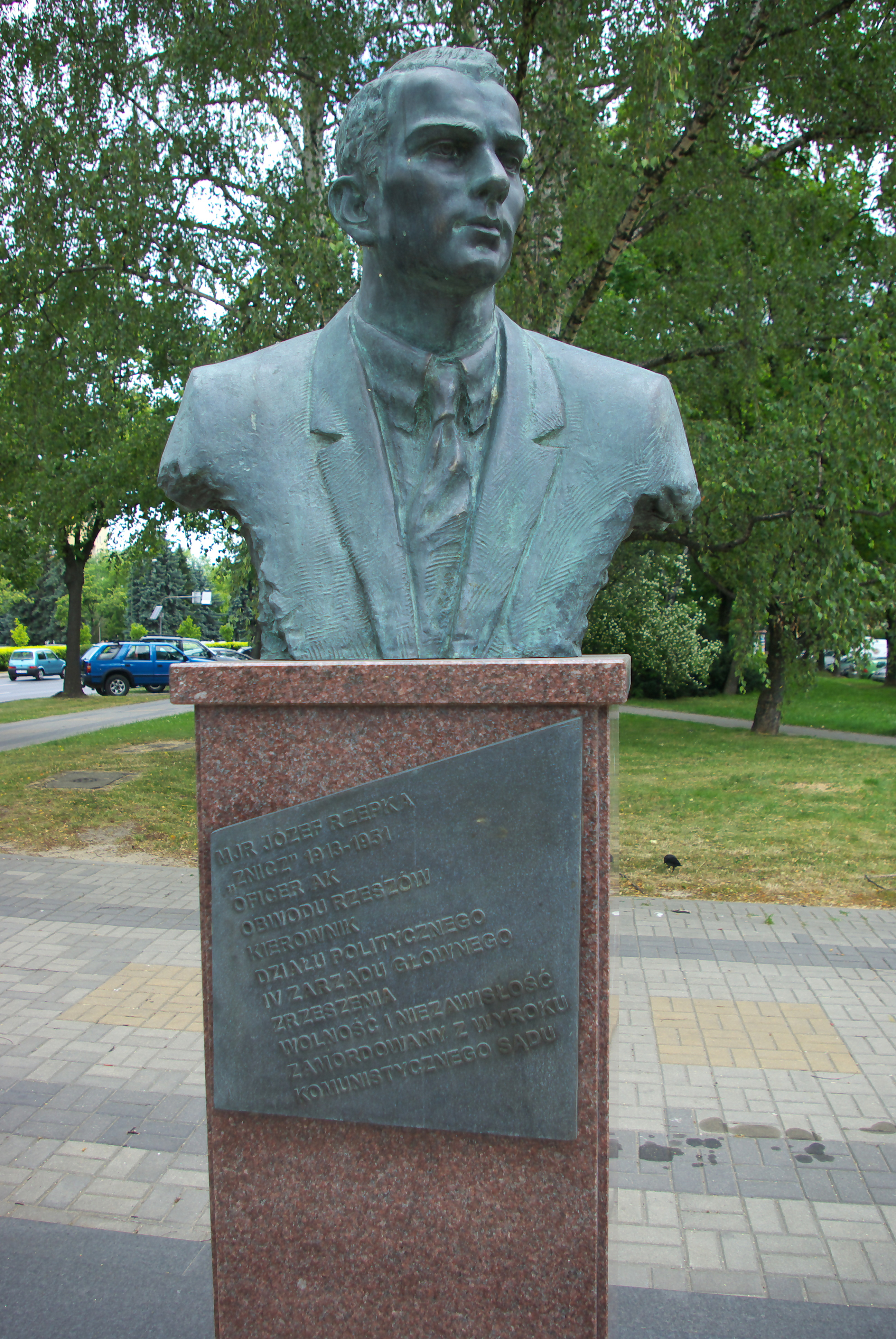
Popiersie Józefa Rzepki w ramach Pomnika Żołnierzy Wyklętych w Rzeszowie

Był najstarszym synem Jana i Antoniny z domu Nowak. Naukę rozpoczął w szkole powszechnej w Bratkowicach, a kontynuował w I Gimnazjum w Rzeszowie. Uczęszczał do jednej klasy z Mieczysławem Kawalcem, który również został zamordowany w mokotowskim więzieniu. W roku 1934 rozpoczął studia prawnicze na Uniwersytecie Warszawskim. Wzorem ojca zaangażował się w działalność Stronnictwa Ludowego. Studiów nie ukończył. W latach 1937–1938 odbył służbę wojskową w 5 pułku strzelców podhalańskich w Przemyślu.
Od października 1939 zaczął organizować siatkę konspiracyjną w rodzinnych Bratkowicach, z którą od maja 1940 przeszedł pod komendę Związku Walki Zbrojnej. Był pierwszym dowódcą Placówki ZWZ Bratkowice-Głogów. W maju 1943 Józef Rzepka został pierwszym adiutantem Inspektoratu Rejonowego Armii Krajowej Rzeszów.
Rzeszowski obwód AK na czas akcji „Burza” (przełom lipca i sierpnia 1944) został zorganizowany w cztery zgrupowania. Jedno z nich – Zgrupowanie III „Zachód”, którego dowódcą był por. Józef Rzepka, noszący wówczas pseudonim „Znicz” – działało w trójkącie Świlcza – Głogów – Bratkowice. Oddział ten operował w dwóch grupach: Grupa „Rekina” – dowodzona przez samego Rzepkę i Grupa „Uklei” – pod dowództwem ppor. Tadeusza Lisa. Grupa „Rekina” realizowała zadania taktyczne, działając na osi drogi Rzeszów – Sędziszów, natomiast Grupa „Uklei” kontrolowała trasę Rzeszów – Głogów. Akcję rozpoczęto 26 lipca wzmożonymi patrolami i likwidacją małych grup nieprzyjaciela dla zdobycia broni i amunicji. Następnego dnia grupa Józefa Rzepki zaatakowała w rejonie Bratkowic 300-osobowy oddział Niemców i grupę taborów. Ponadto w rejonie Rudnej Wielkiej – Świlczy uszkodzono tory kolejowe na długości 100 metrów. Ruch pociągów został przerwany na kilkanaście godzin. Sparaliżowano także ruch na szosie Rzeszów – Dębica, umieszczając na niej kolce i stawiając zrzutowe miny angielskie.
Od lutego 1945 Rzepce powierzono dowództwo nad Inspektoratem AK Mielec z poleceniem przeorganizowania go w komórkę organizacji „NIE”. Już w marcu 1945 musiał on przenieść się na Śląsk – do Katowic, później do Zabrza. Tam, pod zmienionymi nazwiskami – Józef Sieniawski i Bogusław Zosik – kontynuował opór w ścisłej współpracy z Łukaszem Cieplińskim. Od czerwca 1945 z ramienia DSZ organizował przerzut na ziemie zachodnie byłych akowców zagrożonych aresztowaniem w rejonie Rzeszowa. Jesienią 1945 ujawnił się (wypełniając apel „Radosława”) i podjął, przerwane przed wojną, studia prawnicze. Działał w tworzących się strukturach Zrzeszenia „WiN”. Organizował siatki wywiadu, przygotowywał raporty o życiu politycznym i nastrojach społecznych w kraju.
Ostatni, IV Zarząd Główny WiN-u został odtworzony w styczniu 1947 przez bojowników podziemia z rejonu Rzeszowa. Prezesem zarządu został ppłk Łukasz Ciepliński. W jego skład weszli: mjr Adam Lazarowicz, mjr Mieczysław Kawalec, kpt. Franciszek Błażej, por. Józef Rzepka, por. Karol Chmiel, por. Józef Batory. W tym czasie podziemie już prawie rozbito. Struktury WiN-u były szczątkowe. Jego aktywność ograniczała się głównie do działalności propagandowej. Urząd Bezpieczeństwa był coraz bliższy całkowitego rozpracowania konspiracyjnej opozycji. Na przełomie 1947/1948 członkowie IV Zarządu Głównego zostali aresztowani.
Proces grupy Cieplińskiego toczył się w 1950 roku przed Wojskowym Sądem Rejonowym w Warszawie. Wyrok zasądzający karę śmierci dla ppłk. Łukasza Cieplińskiego i jego sześciu najbliższych współpracowników zapadł 14 października 1950 roku. Najwyższy Sąd Wojskowy nie uwzględnił rewizji (16 grudnia 1950). Prezydent Bierut nie skorzystał z prawa łaski (20 lutego 1951). 1 marca 1951 roku w więzieniu mokotowskim pomiędzy godziną 20.00 a 20.45 kat Aleksander Drej, wykonał siedem wyroków śmierci strzałem w tył głowy. Jako pierwszy zginął ppłk Łukasz Ciepliński, ostatni został zamordowany por. Józef Rzepka (godz. 20.45). Ponad czterdzieści lat po tragedii, 17 września 1992 unieważniono wyrok, przywracając Józefowi Rzepce prawa honorowe.

## Odznaczenie i upamiętnienie
Postanowieniem prezydenta Lecha Kaczyńskiego z 20 czerwca 2007 „za wybitne zasługi dla niepodległości Rzeczypospolitej Polskiej” został pośmiertnie odznaczony Krzyżem Wielkim Orderu Odrodzenia Polski. Order został przekazany rodzinie 24 czerwca tego samego roku, w trakcie uroczystości odsłonięcia tablicy pamiątkowej Józefa Rzepki w Bratkowicach, jego rodzinnej wsi.
W dniu 1 marca 2013 z okazji obchodów Narodowego Dnia Pamięci Żołnierzy Wyklętych Minister Obrony Narodowej Tomasz Siemoniak awansował go pośmiertnie do stopnia majora.
W ramach odsłoniętego 17 listopada 2013 Pomnika Żołnierzy Wyklętych w Rzeszowie zostało ustanowione popiersie Józefa Rzepki.